# Cabañas (Ávila)
Cabañas es una localidad perteneciente al municipio de Riofrío, en la provincia de Ávila, comunidad autónoma de Castilla y León, España. En 2018 contaba con 42 habitantes.

## Historia
Hacia mediados del siglo XIX, el lugar, ya por entonces perteneciente a Riofrío, tenía contabilizada una población de 64 habitantes. Aparece descrito en el quinto volumen del Diccionario geográfico-estadístico-histórico de España y sus posesiones de Ultramar de Pascual Madoz de la siguiente manera:

CABAÑAS: l. de la prov., part. jud. y dióc. de Avila (2 leg.), aud. terr. de Madrid (18), c. g. de Castilla la Vieja (Valladolid 24), ayunt. de Riofrio (1/4): sit. en un especie de hondo que forma una abertura del elevadísimo cerro titulado la Cuesta de Cabañas; está algo resguardado de los vientos, en particular del S. por tener hacia este lado la sierra de Avila, y su clima es sano: tiene 20 casas muy reducidas y una igl. parr. (San Juan) aneja de la de Riofrio, cuyo párroco la sirve; fuera de la pobl. se encuentra un manantial del cual se utilizan los vec. para sus usos. El térm. se estiende 1/4 de leg. de N. á S., 1/2 de E. á O. y 5/4 de circunferencia, y confina N. deh. de Campillo; E. Riofrio; S. deh. de Mazarraner, y O. deh. de Clementes; brotan en él 2 manantiales que sirven para el uso de los ganados, y se compone de 820 obradas de á 400 estadales de á 15 cuartas castellanas cada uno. El terreno es todo de monte, flojo, pedregoso y de secano, se cultivan 610 obradas de tercera calidad que se disfrutan de 3 en 3 años, y se hallan divididas en 3 hojas, fertilidad general 6 por uno: hay ademas 30 obradas de prados de secano, 60 id. de tierra posia que produce buen pasto; 120 id. de tierra inútil por hallarse ocupada de guijarrales y peñascos que solo en los huecos que entre ellas median producen algun corto pasto. caminos: veredas y atajos que dirijen á los pueblos limitrofes. El correo se recibe de Avila. prod.: centeno, algarrobas y pastos; su mayor cosecha centeno; mantiene ganado lanar, cabrio, vacuno y de cerda; cria caza de conejos, liebres y lobos. ind.: agricultura y pastoria. comercio: importacion de los art. de vestir y esportacion de los prod. sobrantes á las ferias y mercados de la cap. pobl.: 18 vec., 64 alm. cap. prod.: 44,000 rs. imp.: 1,760. ind. y fabril 500. contr.: 956 rs. 22 mrs.
(Madoz, 1846, p. 19)